# Michaeliskirche (Ohrdruf)

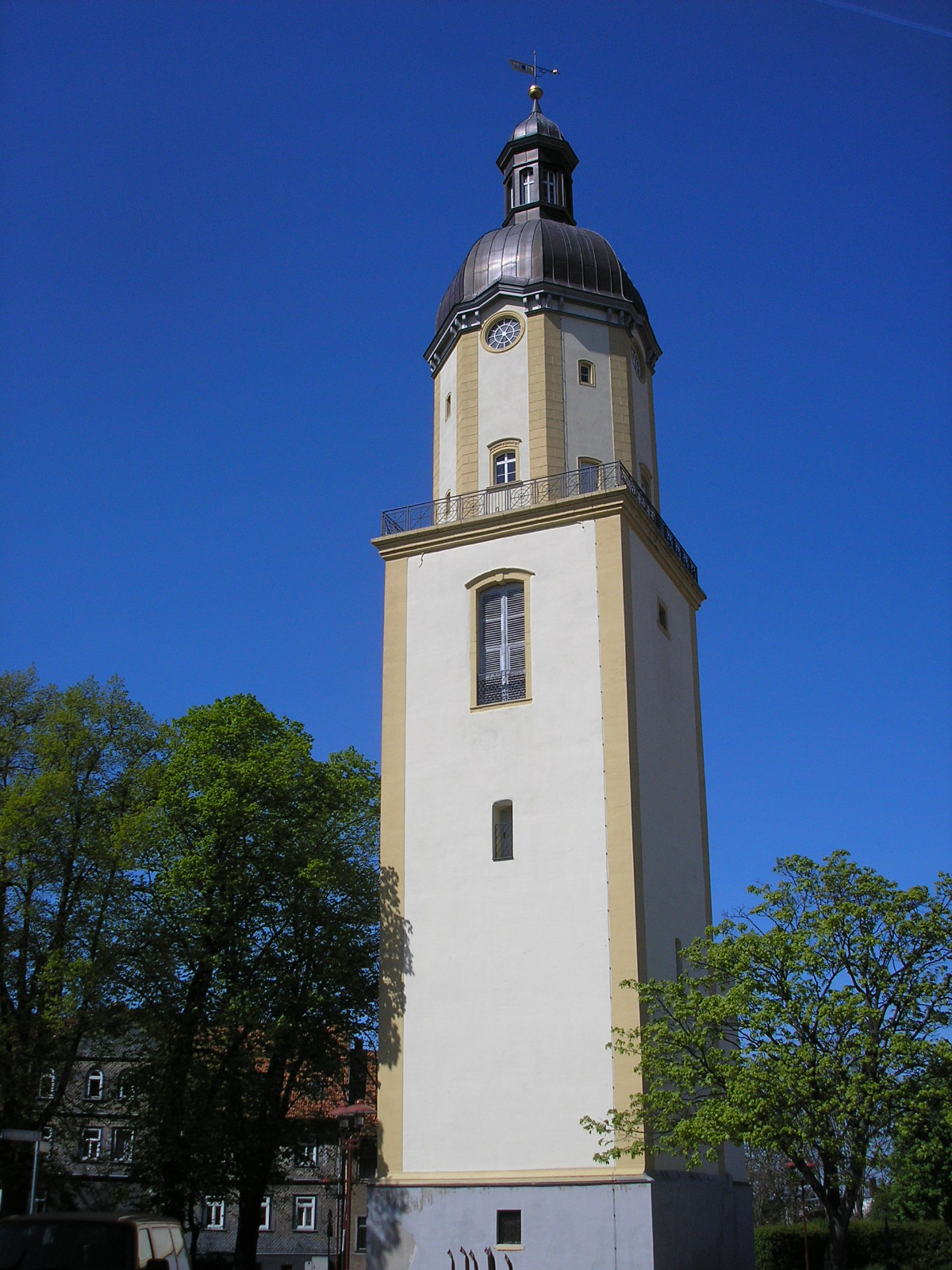
Turm der ehemaligen Michaeliskirche (2012)

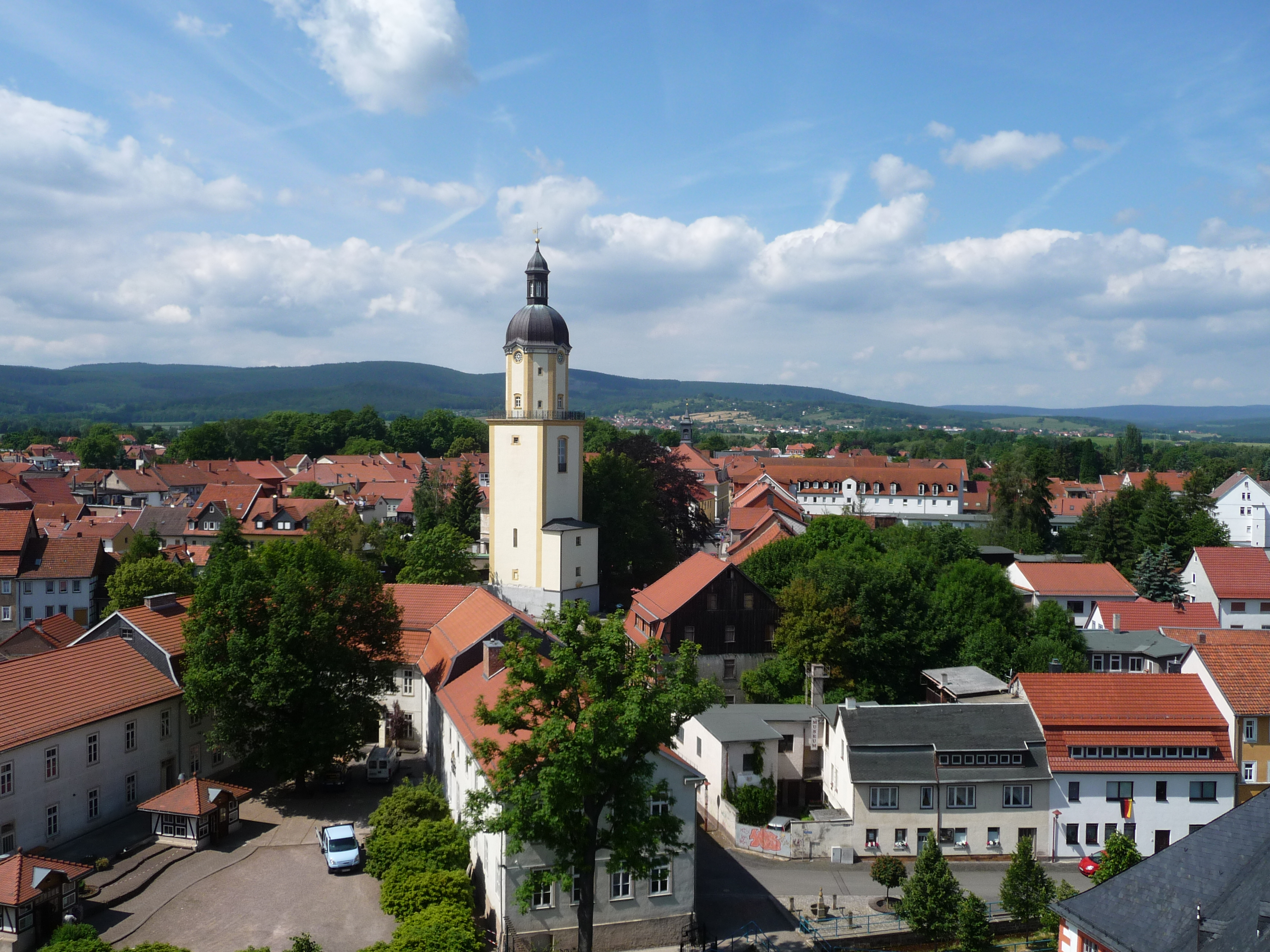
Blick auf St. Michaelis

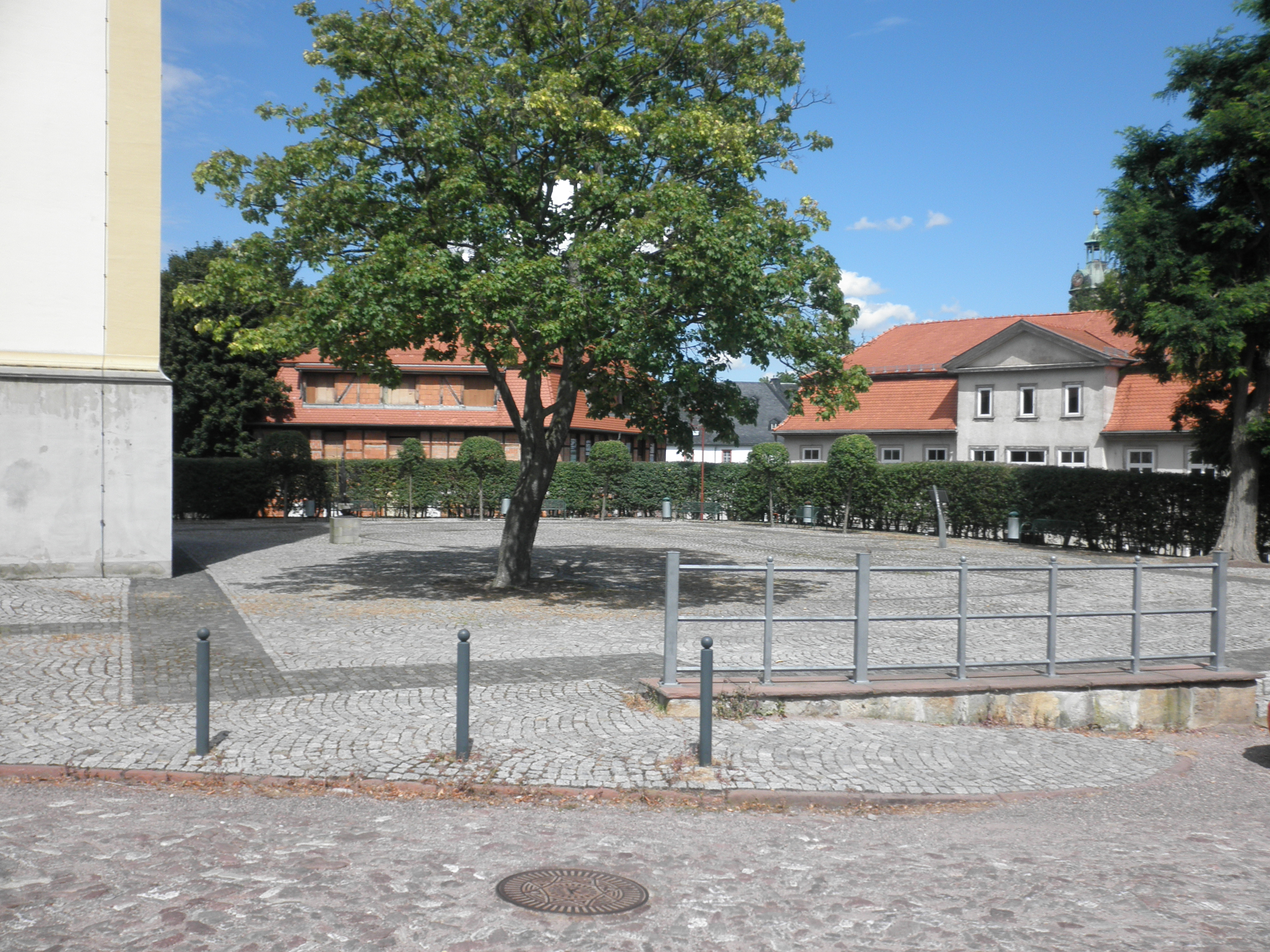
Platz des 1945 zerstörten Kirchenschiffs

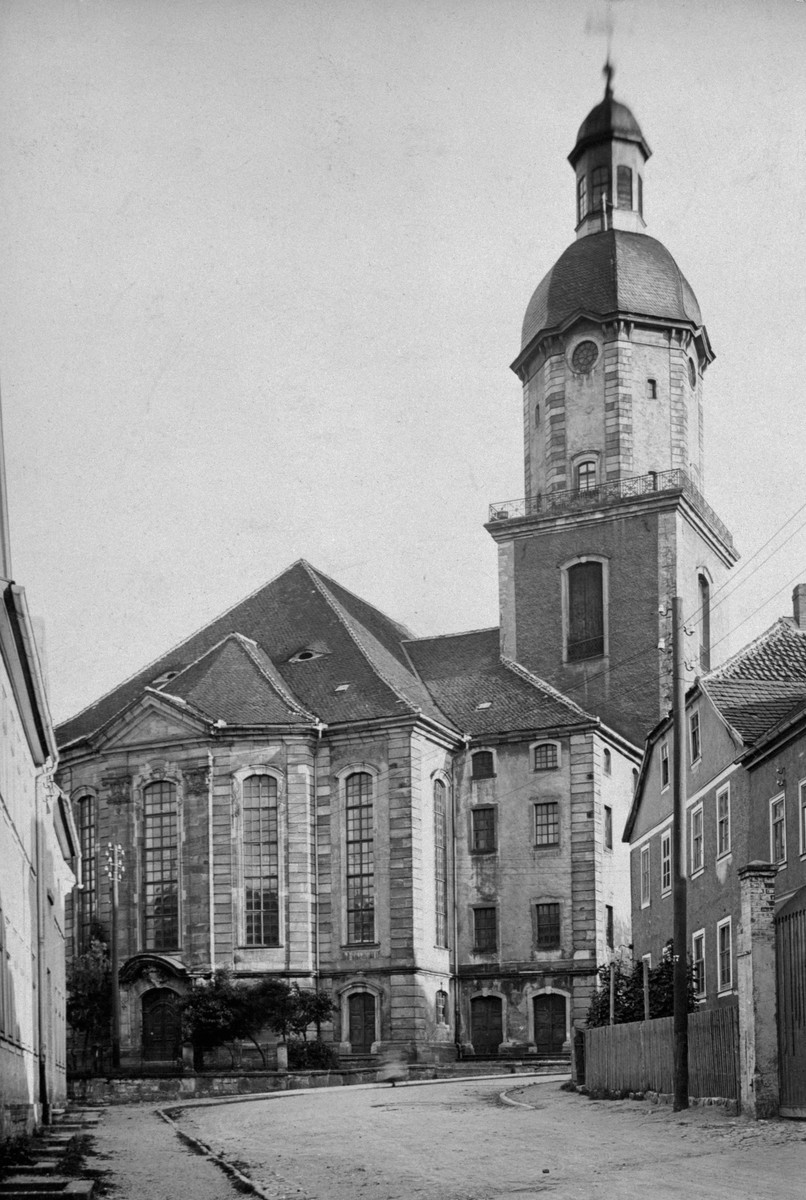
St. Michaelis, um 1900

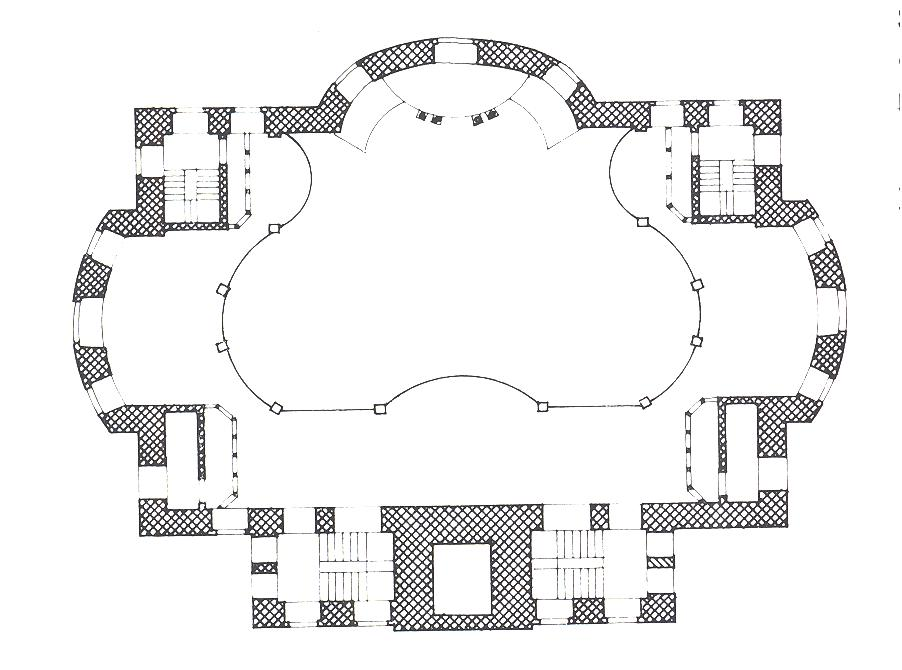
Grundriss der Kirche vor der Zerstörung

Die Michaeliskirche, deren Anfänge bis in das 8. Jahrhundert zurückreichen, war bis zu ihrer Zerstörung die evangelische Pfarrkirche der Stadt Ohrdruf in Thüringen. Heute ist von ihr nur noch der erneuerte Kirchturm erhalten, das Kirchenschiff fiel im Februar 1945 einem amerikanischen Luftangriff zum Opfer.

## Geschichte
Die Anfänge der Michaeliskirche reichen zurück bis in die Zeit des Missionsbischofs Bonifatius um 724/725 nach Christus. Aus diesen Anfängen, einer kleinen Kapelle, entstanden nach Zerstörungen und Stadtbränden mehrere Nachfolgebauten.
Im Vorgängerbau, einer gotischen Hallenkirche, die 1753 einem großen Brand zum Opfer gefallen war, war noch Johann Sebastian Bach zwischen 1695 und 1700 bei seinem ältesten Bruder Johann Christoph Bach, der in Ohrdruf lebte, als Kurrendesänger aufgetreten und hatte das Orgelspiel erlernt. Der Brand, der in Ohrdruf 262 Häuser in Schutt und Asche gelegt und 1247 Bewohner obdachlos gemacht hatte, vernichtete auch die zur Kirche gehörende Bonifatiuskapelle, die um 725 als Klosterkapelle von Bonifatius gebaut worden war. Von der Kirche blieben nur noch die Gruft der Grafen von Gleichen von 1616 und der untere Turmteil erhalten.
Als Architekt für den Neubau wurde der Gothaer Landbaumeister Johann David Weidner (1721–1784) gewählt, der mit dieser Kirche sein Hauptwerk schuf. Weidner wurde in seiner beruflichen Entwicklung vom Thüringer Barockbaumeister Gottfried Heinrich Krohne (1703–1756) beeinflusst, der den Auftrag für eine repräsentative, auf dem Marktplatz von Eisenach geplante Hofkirche erhalten hatte, der aber nicht zur Ausführung kam. Die Michaeliskirche wurde 1754 bis 1760 im nordöstlichen Teil der Altstadt auf einer kleinen Anhöhe über dem linken Flussufer der Ohra erbaut. Gegenüber der Kirche befindet sich das Schloss Ehrenstein aus den Jahren 1550 bis 1590. Am 19. September 1754 wurde der Grundstein zum Kirchenschiff gelegt. Der Grundriss lässt eine Ähnlichkeit mit dem der Waltershäuser Stadtkirche erkennen. Es handelte sich um eine Querhauskirche mit Zentralbaucharakter durch segmentbogenförmige Exedren an der Nord-, Ost- und Südseite und elliptischem Grundriss. Im Westen Einbeziehung des mittelalterlichen Turms zwischen Treppenanlagen, er wurde erhöht durch ein Oktogon mit barocker Haube. Das Kirchenschiff hatte zweigeteilte Fenster, Portale mit reich verkröpften Gesimsen und Rokokokartuschen über den Schlusssteinen, darüber Pilastergliederung. Die Kirche hatte ein abgewalmtes Satteldach. Für den Glockenguss 1755 war Glockengießermeister Nicolaus Jonas Sorber zuständig.
Der Neubau brannte beim zweiten großen Brand Ohrdrufs in der Nacht vom 5. auf den 6. Januar 1808 aus. Der Turm sowie die Umfassungswände des Kirchenschiffs blieben erhalten. Die Kirche wurde von 1818 bis zum 29. Juni 1823 erneuert, sie erhielt eine andere Dachform und war insgesamt einfacher.
Am 6. Februar 1945 fiel die Kirche einem amerikanischen Luftangriff zum Opfer. Drei Sprengbomben trafen das Gebäude. Stehen blieben ein Teil der Umfassungsmauern des Kirchenschiffs und der untere Teil des Turms. Das Kirchenschiff wurde völlig abgetragen. Bis heute erhalten blieb von der Michaeliskirche nur der aus Bruchsteinen gemauerte quadratische Turm aus dem 15. Jahrhundert. Er überdauerte als einziger Teil der Kirche die großen Stadtbrände von 1753 und 1808 sowie den Bombenangriff von 1945. Bis 1951 wurde der Turmrest gesichert, mit einem einfachen Betonzeltdach abgedeckt und überdauerte so die Jahre bis zur Wende. Seit 1999 ist der restaurierte, mit seinem Oberteil ergänzte Kirchturm wieder ein weithin sichtbares Wahrzeichen der Stadt und erstrahlt im alten Glanz.
Heute beherbergt der Michaelisturm eine kleine Kapelle und eine Ausstellung zu seiner Geschichte. Im Rahmen der Restaurierung entstanden auch weitere Räumlichkeiten im Michaelisturm, die für vielfältige Veranstaltungen genutzt werden. Es ist möglich, im Rahmen einer Führung den Turm zu besichtigen.
Die Grundmauern des zerstörten Kirchenschiffs sind im Steinpflaster nachgezeichnet. Dort steht auch ein kleines Denkmal zur Erinnerung an den Ort, wo Bach das Orgelspiel erlernte. Es trägt den Satz von Beethoven: „Nicht Bach, sondern Meer sollte er heißen“.
Die Funktion der evangelischen Pfarrkirche für ganz Ohrdruf wurde ab Februar 1945 auf St. Trinitatis übertragen. Davor war diese Kirche nur für Vorstadt und Garnison zuständig gewesen.

## Geläut
Das Dreiergeläut h0 – dis1 – fis1 aus dem Jahr 1822 stammt aus der Glockengießerfamilie Ulrich in Apolda und hat ein Gesamtgewicht von 4070 Kilogramm. Dieses Geläut ist aus kunsthistorischer und denkmalpflegerischer Sicht einzigartig, da es ein vollständig erhaltenes und aus einem Guss stammendes Geläut aus der ersten Hälfte des 19. Jahrhunderts ist.